# Bill Randolph
Bill Randolph (ur. 11 października 1953 w Detroit, Michigan) – aktor amerykański.
Największą popularność przyniósł mu film Guilty as Charged z 1991 roku. Wystąpił w jednej z ról w horrorze Piątek, trzynastego II (1981), a także w odcinkach seriali Trauma Center oraz Comedy Zone. W roku 1999 pojawił się jako Arthur w operze mydlanej As the World Turns.
W 2009 roku wziął udział w produkcji filmu dokumentalnego His Name Was Jason: 30 Years of Friday the 13th, zrealizowanego z okazji trzydziestolecia powstania pierwszego filmu z serii Piątek, trzynastego.
Obecnie mieszka w Nowym Jorku wraz ze swoją żoną Terese Capucilli.